# No le busques tres pies...
No le busques tres pies... es una película española de drama romántico estrenada en 1968, dirigida por Pedro Lazaga, con guion de Pedro Masó y Vicente Coello y protagonizada en los papeles principales por Teresa Gimpera y Axel Darna.
La película fue galardonada en los premios del Sindicato Nacional del Espectáculo en las categorías de mejor guion y banda sonora, con un monto económico de 45.000 y 20.000 pesetas respectivamente.

## Sinopsis
Miguel Aguirre es un alférez de aviación que sueña con ser piloto militar. Sin embargo, tiene una grave discusión con un superior que está a punto de poner fin a su carrera y hacerle abandonar sus estudios. Pero su novia y su madre le convencen para que siga estudiando y no abandone su sueño. Es destinado en la base aérea de Granada. Allí conoce a Patricia, una joven atractiva a la que confunde con una turista americana, algo que no entraba en sus planes.

## Reparto
- Teresa Gimpera...	Patricia
- Axel Darna ... Miguel
- Paca Gabaldón ...	Luisi
- Manuel Zarzo	...	Carlos
- Alfredo Mayo	...	Mota
- Mary Carrillo ... Matilde
- José Sacristán ... Tarta
- Eduardo Fajardo ... Juan
- Carlos Mendy ... Coronel